# Lazarus von Mamula

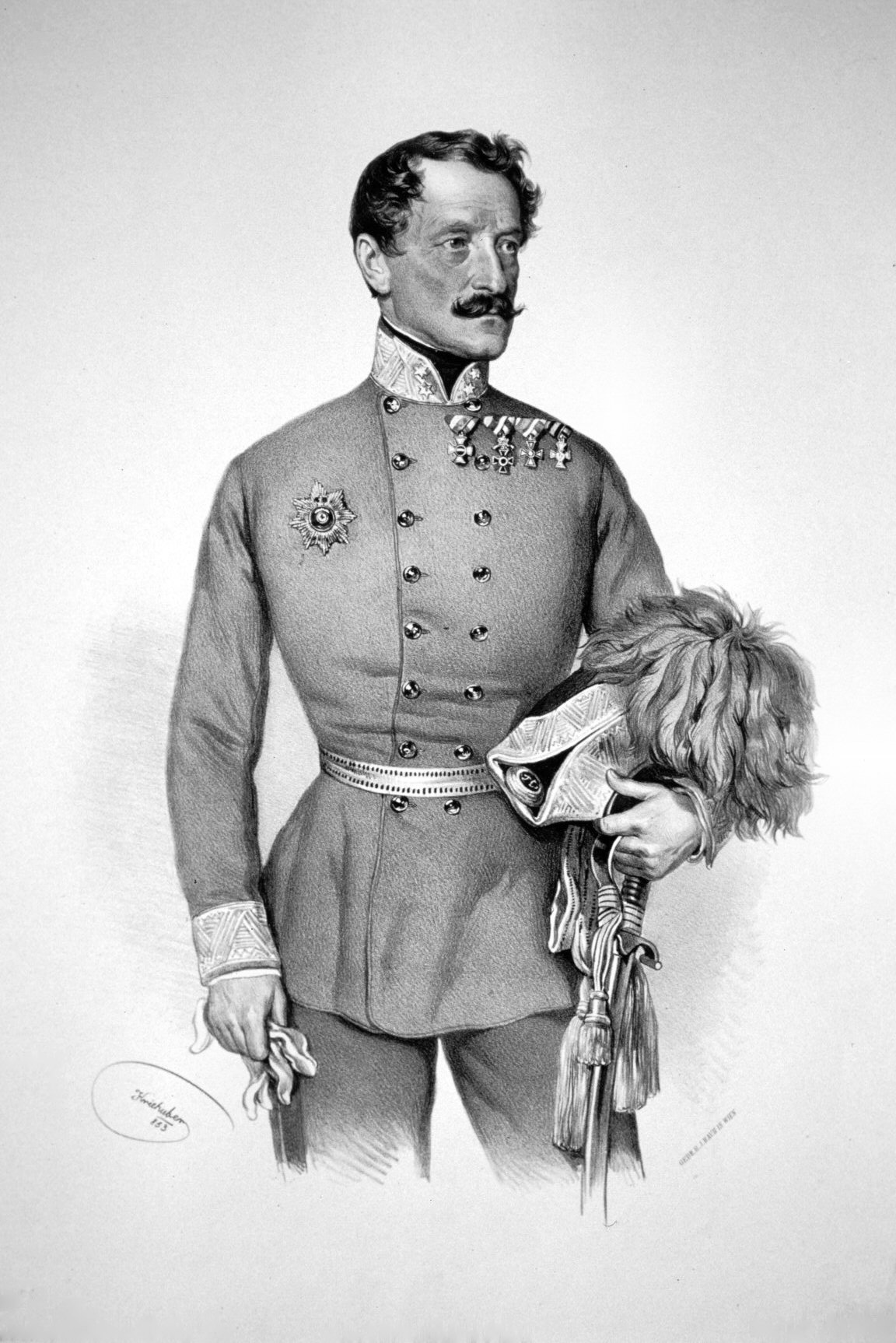
Lazarus von Mamula, Lithographie von Josef Kriehuber, 1853

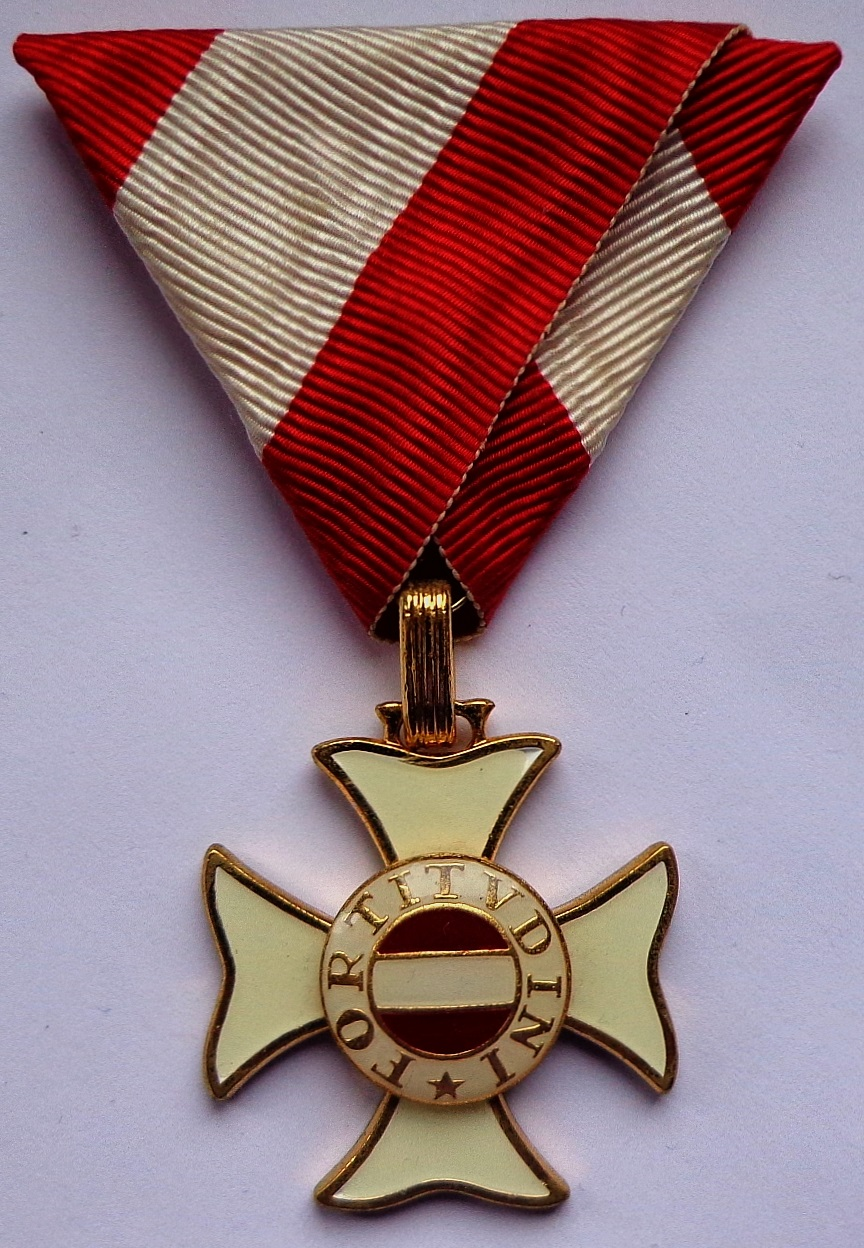
Ritterkreuz des Militär-Maria-Theresien-Ordens

Freiherr Lazarus von Mamula (serbokroatisch барон Лазар Мамула baron Lazar Mamula; * 22. Mai 1795 in Gomirje, Kroatien; † 12. Jänner 1878 in Wien) war ein österreichischer Offizier.

## Leben
Mamula kam als Sohn eines Hauptmanns der k. k. Militärgrenztruppe zur Welt. Seine Ausbildung erhielt er im Gymnasium, auf der k. k. Ingenieurakademie in Wien und begann seine militärische Laufbahn 1815 im Geniecorps. Hier durchlief er eine schnelle Karriere und war maßgeblich an verschiedenen Festungsbauten beteiligt (Franzensfeste, Lissa, Komorn). 1841 erfolgt die Beförderung zum Major und Geniedirector für Tirol und Vorarlberg in Innsbruck. 1848 wurde er auf Wunsch des deutschen Reichsverwesers Erzherzog Johann, dem Mamulas Erfahrung und Tüchtigkeit bekannt war, zum Kriegsdepartement nach Frankfurt am Main unter Ernennung zum Obersten berufen. Diese ehrenvolle Aufgabe lehnte er jedoch ab und stellte sich in Kroatien Banus Jellacic zur Verfügung. 1849 wurde er als Oberst den Truppen vor Peterwardein unter Nugent zugeteilt. Von diesem beauftragt, diese Festung zu beobachten und die Stellung zu verschanzen, schlug er am 29. März einen Ausfall der feindlichen Besatzung zurück und behauptete nicht nur die Stellung der kaiserlichen Truppen, sondern hinderte auch das weitere Vordringen des Feindes nach Syrmien und Slawonien. Durch Verleihung des Ritterkreuzes des Militär-Maria-Theresien-Ordens und des Militär-Verdienstkreuzes wurde diese Tat geehrt.
1852 wurde er zum Militär- und Zivilgouverneur und zum Kommandierenden General von Dalmatien ernannt. Hier entfaltete er segensreiche humanitäre Aktivitäten, die ihm bei der Bevölkerung den Namen „Vater Mamula“ einbrachten. 1865 trat er wegen eines Augenleidens (grauer Star) mit dem Titel eines Feldzeugmeisters in den Ruhestand.
Außerdem wurden ihm noch folgende Ehrungen zuteil: wirklicher geheimer Rat, lebenslanges Herrenhausmitglied des Reichsrates, Inhaber des k. k. Infanterieregiment Nr. 25, Großkreuz des österreichischen Leopold-Ordens mit der Kriegsdekoration des Ritterkreuzes, Ritter des österreichischen Kronenordens I. Klasse, Ritter des Militär-Maria-Theresien-Ordens, Besitzer des Militärverdienstkreuzes mit der Kriegsdekoration.